# 이제는 말할 수 있다
《이제는 말할 수 있다》는 1999년 9월 12일부터 2005년 6월 26일까지 문화방송에서 방영된 총 100부작의 역사 다큐멘터리이다.
시대별로는 일제와 해방공간(9건)에서부터 이승만 정권(17건), 박정희 정권(33건), 전두환 정권(15건), 노태우 정권(2건), 김영삼 정권(4건), 김대중 정권(2건) 그리고 통사적 아이템(17건)까지 한국 근현대사의 명암을 방대하게 담고 있다.
주제별로는 친일청산과 민족문제(9건), 분단과 북한문제(9건), 한국전쟁(7건), 한미관계(12건), 레드 콤플렉스(13건), 민중의 저항(7건), 권력비사(10건), 국가폭력(5권), 인권(13건), 사회상(14건) 등을 다루고 있다.
역사 다큐멘터리라는 장르, TV시청이 많지 않은 일요일 밤 11시 30분에 주로 방송되었음에도 불구하고 꾸준히 10%내외의 시청률을 기록하며 시청자들의 많은 관심을 받았다. 작품성에서도 높은 평가를 받아 통산 43회의 수상 내역을 기록했다.

## 역사 - 7년의 History

### 1999년
김윤영 PD가 기획을 맡았고 《제주 4.3》(연출 이채훈)편이 시리즈의 첫 편으로 방송되는 등 총 13편이 제작됐다. 이중 《20년의 침묵 - 김형욱 실종 미스테리》(연출 이규정)편은 시청률 11.8%를 기록해 최고를 기록했다. 《실미도 특수부대》(연출 김동철)가 방송되었는데 이는 2004년 공전의 히트를 기록한 영화 《실미도》의 실질적인 텍스트가 되었다. 2000년 3~4월에 전편 모두가 재방송 편성되었다. 원래 15편을 방송할 예정이었으나, 당시 이근안 사건은 취재 도중에 이근안의 자수 검거로 제작 중단, 취재 내용을 《PD수첩》으로 옮겼다. 정인숙 사건은 주요 증언자인 오빠의 증언 불능으로 연기돼 2000년에 제작됐다.

### 2000년
정길화 PD가 기획을 맡았고 《일급비밀, 미국의 세균전》(연출 김환균), 《녹화사업의 희생자들 - 군대 가서 죽은 아들아》(연출 이규정) 등 15편이 방송되었다. 《땅에 묻은 스캔들 - 정인숙 피살사건》(연출 김동철)편은 시청률 14.4%를 기록해 통산 최고 시청률을 기록했다. 이밖에도 《94년 전쟁위기》(연출 정길화), 《죽음을 선택한 사람들 - 전태일과 그 후》(연출 홍상운) 등이 특기할 만하다.

### 2001년
이채훈 PD가 기획을 맡았고 《보도연맹 1, 2부작》(연출 이채훈), 《반민특위 - 승자와 패자》(연출 정길화) 등 15편이 방영됐다. 당시 방송 시간대가 일요일 밤 11시 30분에서 금요일 밤 9시 55분으로 옮겨졌으며 《반민특위 - 승자와 패자》편은 그 후 4차례나 더 재방영돼 통산 5번 방영한 기록을 가지고 있다. 그 외 《3억불의 비밀 - 한일협정》(연출 홍상운), 《전향공작과 양심의 자유》(연출 강지웅) 등이 있다.

### 2002년
정길화 PD가 기획을 맡았고 《버림받은 희생, 삼청교육대》 등 삼청교육대 관련 2회 방송(연출 채환규)와 《국가보안법 1, 2부작》(연출 이채훈) 등 15편이 방영됐으며, 연평균 시청률은 9.0%로 역대 최고를 기록했다. 특히 삼청교육대 관련은 13.6%로 최고 시청률을 기록했다. 방송 시간대가 금요일 밤에서 원래대로 일요일 밤 11시 30분으로 복귀했다. 《53년만의 증언, 친일경찰 노덕술》(연출 정길화), 《91년 5월 죽음의 배후》(연출 홍상운) 등이 있다.

### 2003년
최승호 PD와 이채훈 PD가 기획을 맡았고 《섹스동맹 기지촌 정화운동》(연출 이모현), 《한반도 전쟁위기 1994~2003》(연출 최승호) 등 15편이 방영되었다. 《섹스동맹 기지촌 정화운동》 편은 시청률 12.3%로 최고 시청률을 기록했다. 《미국의 검은 방패, 미사일 디펜스》(연출 한홍석), 《맥아더와 한국전쟁 1, 2부》(연출 김환균) 등이 특기할 만하다.

### 2004년
정길화 PD가 기획을 맡았으며 《79년 10월, 김재규는 왜 쏘았는가》(연출 장형원), 《독립투쟁의 대부 홍암 나철》(연출 박정근), 《만주의 친일파》(연출 정길화) 등 모두 13편을 방영했다. 《79년 10월, 김재규는 왜 쏘았는가》편이 시청률 11.4%로 최고 시청률을 기록했다. 《한국전쟁과 포로》가 3부작으로 방영되었고, 《중국의 6.25 참전》(연출 정길화), 《‘신의 아들’과의 전쟁》(연출 한학수), 《1994년 그 해 여름 - 조문 파동과 공안정국》(연출 유현) 등이 특기할 만하다.

### 2005년
김환균 PD가 기획을 맡았으며 《10.26 궁정동 사람들》(연출 장형원), 《일본의 원폭개발》(연출 박건식)과 《2005 한반도 위기》(연출 조준묵) 등 모두 14편을 방영했다. 《10.26, 궁정동 사람들》편은 시청률 15.7%로 ‘이제는 말할 수 있다’ 사상 최고 시청률을 기록했다. 《한국의 진보》(연출 한학수)가 3부작으로 방영되었고, 《육영수와 문세광》 2부작(연출 조준묵), 《8인의 사형수와 푸른 눈의 투사들》(연출 김환균), 《허문도와 국풍 81》과 《스포츠로 지배하라, 5공화국 3S 정책》(연출 강지웅), 《무등산 타잔 박흥숙》(연출 김동철, 《프락치》(연출 유현) 등 방송.

## 만든 사람들 - 책임 프로듀서

### 김환균(2005)
경력
MBC 시사교양국 3CP 차장
제20대 한국방송프로듀서연합회 회장
작품
《인간시대》, 《PD수첩》, MBC 스페셜 10부작 《미국》, 휴먼다큐 《사랑》, 네버엔딩 스토리 등
수상내역
1995 올해의 프로듀서상
1996 통일언론상 대상
1997 이달의 좋은 프로그램 수상
1999 통일언론상 대상
2000 민족일보와 조용수 엠네스티 언론상
2001 이달의 좋은 프로그램 수상
2003 방송대상
2004 안종필 자유언론상 특별상
2004 이달의 좋은 프로그램 수상
저서
「비극은 행진으로부터 시작된다」
「우리들의 현대침묵사(한국현대사 미스터리 추적)」
공식 홈페이지 : http://koreada.com/
블로그 : 김환균의 바보대학 

### 이채훈(2001)
경력
MBC 시사교양국 3CP 부장대우
작품
MBC 스페셜 10부작 《미국》, MBC 스페셜 《천황의 나라 일본》 등
수상내역
2001 YMCA 올해의 좋은 프로그램 평화부문 으뜸상
2001 여성단체연합 평등, 인권 방송 디딤돌상 본상
2003 한국방송프로듀서상
2003 통일언론상 대상
저서
「내가 사랑하는 모차르트」

### 정길화(1999, 2000, 2002, 2004)
경력
1997 ~ 1999 제8대 MBC프로듀서협회 회장
1998 ~ 2002 21세기언론연구소 이사
1998 ~ 1999 제12대 한국방송프로듀서연합회 회장
1998.8 ~ 1999 언론개혁시민연대 공동대표
2004.7 ~  2005 MBC 홍보심의국 국장
2007 ~ 대회협력팀장
작품내역
《인간시대》, 《10시 임성훈입니다》, 《PD수첩》, 《와! e멋진 세상》, 멕시코 이민 100주년 특집 3부작 《에네껜》 등
수상내역
1996 제8회 한국방송프로듀서상 올해의 프로듀서상
1996 YWCA 올해의 좋은 프로그램상 대상
1997 제1회 엠네스티 언론상
1998 제30회 한국기자상 특별상
2000 제10회 민주언론상 대상
2000 한국청년대상 기획상
2001 제28회 방송대상 작품상
2002 한국언론대상
2003 제2회 언론인 홈페이지대상 은상
2008 제20회 한국PD대상 공로상
저서
「어제 그 프로 봤어?」
「거꾸로 선 세상에도 카메라는 돌아간다」
「피디수첩과 프로듀서저널리즘」
「3인3색 중국기」
「머뭇거리지 말고 시작해」
「우리들의 현대침묵사(한국현대사 미스터리 추적」
공식 홈페이지 : http://www.jungpd.co.kr

### 최승호(2003)
경력
2003 ~ 2005 전국언론노조연맹 부위원장, MBC본부 위원장
2003 ~ MBC 시사교양국 시사교양특임 차장
2005 ~ MBC 시사교양국 2CP CP
2005 ~ MBC PD수첩 책임프로듀서
작품
《PD 수첩》, 《W》 등
수상내역
2006 제11회 아시아 TV상 - 시사 프로그램 부문
2008 시카고 국제 페스티벌 휴고상 - 탐사보도·뉴스다큐멘터리 부문 우수상

## 100회 방송 LIST
| 년     | 회차                                                      | 방송                          | PD     | 작가   |
| 1999년 | 1회                                                       | 제주 4.3                      | 이채훈 | 이영숙 |
| 1999년 | 2회                                                       | 끝나지 않은 동백림 사건       | 김학영 | 이진순 |
| 1999년 | 3회                                                       | 조봉암과 진보당 사건          | 박노업 | 김주영 |
| 1999년 | 4회                                                       | 6.29의 진실                   | 윤혁   | 이혜진 |
| 1999년 | 5회                                                       | 여수 14연대 반란              | 이채훈 | 이영숙 |
| 1999년 | 6회                                                       | 잊혀진 죽음들 - 인혁당 사건   | 한철수 | 문예원 |
| 1999년 | 7회                                                       | 박동선과 코리아게이트         | 박노업 | 김주영 |
| 1999년 | 8회                                                       | 박정희와 핵개발               | 최우철 | 이진순 |
| 1999년 | 9회                                                       | 노근리 사건의 진실            | 홍상운 | 이진순 |
| 1999년 | 10회                                                      | 20년의 침묵 - 김형욱 실종사건 | 이규정 | 빈선화 |
| 1999년 | 11회                                                      | 언론통폐합과 언론인 강제 해직 | 정길화 | 김미라 |
| 1999년 | 12회                                                      | 실미도 특수부대               | 김동철 | 김문음 |
| 1999년 | 13회                                                      | 간첩? 이수근                  | 허태창 | 정종숙 |
| 2000년 |                                                           |                               |        |        |
| 14회   | 00사단의 사라진 작전 명령서                               | 박노업                        | 김주영 |        |
| 15회   | 일급 비밀! 미국의 세균전                                  | 김환균                        | 송미현 |        |
| 16회   | 94년 한반도 전쟁위기                                      | 정길화                        | 장영미 |        |
| 17회   | KT 공작의 실체, 김대중 납치 사건                          | 홍상운                        | 이진순 |        |
| 18회   | 녹화사업의 희생자들 - 군대가서 죽은 아들아                | 이규정                        | 김옥영 |        |
| 19회   | 베트남전의 포로, 실종자들                                 | 한홍석                        | 이정수 |        |
| 20회   | 일본 커넥션 - 쿠데타 정권과 친한파                        | 김상균                        | 황정연 |        |
| 21회   | 금기의 시대 - 건전가요와 금지곡                           | 김환균                        | 송미현 |        |
| 22회   | 남북교류의 선행자들                                       | 박노업                        | 김주영 |        |
| 23회   | 죽음을 선택한 사람들 - 전태일과 그 후                     | 홍상운                        | 한숙자 |        |
| 24회   | 분단의 너울, 연좌제                                       | 정길화                        | 이연수 |        |
| 25회   | 어둠속의 외침 - 부산미문화원방화사건                      | 한홍석                        | 이정수 |        |
| 26회   | 땅에 묻은 스캔들 - 정인숙 피살사건                        | 김동철                        | 김옥영 |        |
| 27회   | 민족일보와 조용수                                         | 김환균                        | 송미현 |        |
| 28회   | 고문, 끝나지 않은 전쟁                                    | 홍상운                        | 한숙자 |        |
| 2001년 |                                                           |                               |        |        |
| 29회   | 보도연맹 1 - 잊혀진 대학살                                | 이채훈                        | 김주영 |        |
| 30회   | 보도연맹 2 - 산 자와 죽은 자                              | 이채훈                        | 김주영 |        |
| 31회   | 장도영과 5.16                                             | 한홍석                        | 이정수 |        |
| 32회   | 반민특위 - 승자와 패자                                    | 정길화                        | 김윤양 |        |
| 33회   | 3억불의 비일 - 한일 협정                                  | 홍상운                        | 노경희 |        |
| 34회   | 조국은 나를 스파이라고 불렀다 - 구미 유학생 간첩단 사건   | 이규정                        | 김옥영 |        |
| 35회   | 6.25 일본 참전의 비밀                                     | 박건식                        | 노경희 |        |
| 36회   | 푸에블로 나포 사건                                        | 강지웅                        | 장은정 |        |
| 37회   | 또 하나의 분단 - 재일동포                                 | 김동철                        | 김옥영 |        |
| 38회   | 자유언론실천선언                                          | 정길화                        | 김윤양 |        |
| 39회   | 200억톤 물폭탄의 진실 - 금강산댐 사건                     | 이정식                        | 홍경선 |        |
| 40회   | 이승만을 제거하라 - 에버레디 플랜                         | 한홍석                        | 이정수 |        |
| 41회   | 마녀사냥 - 도시산업선교회                                 | 홍상운                        | 노경희 |        |
| 42회   | 전향공작과 양심의 자유                                    | 강지웅                        | 장은정 |        |
| 43회   | 박정희와 레드 콤플렉스 - 황태성 간첩사건                  | 박건식                        | 노경희 |        |
| 2002년 |                                                           |                               |        |        |
| 44회   | 국가보안법 - 1부, 반공의 총과 칼                          | 이채훈                        | 김주영 |        |
| 45회   | 국가보안법 - 2부, 자유 민주주의를 위하여                  | 이채훈                        | 김주영 |        |
| 46회   | 비밀결사 - 백의사                                         | 한홍석                        | 고혜림 |        |
| 47회   | 버림받은 희생, 삼청교육대                                 | 채환규                        | 고희갑 |        |
| 48회   | 김일성 항일투쟁의 진실                                    | 곽동국                        | 김미라 |        |
| 49회   | 강요된 해방구 - 86년 건국대 점거농성 사건                 | 조준묵                        | 정수경 |        |
| 50회   | 북파공작원 - 1부, 조국은 우리를 버렸다                    | 이규정                        | 문예원 |        |
| 51회   | 천황을 살려라 - 도쿄전범재판의 흑막                       | 홍상운                        | 한숙자 |        |
| 52회   | 53년만의 증언, 친일경찰 노덕술                            | 정길화                        | 김미라 |        |
| 53회   | 재개발의 그늘, 폭력철거                                   | 이규정                        | 문예원 |        |
| 54회   | 8.18 판문점 도끼 사건                                     | 한홍석                        | 고혜림 |        |
| 55회   | ‘정화작전, 삼청계획 5호’의 진실                           | 채환규                        | 고희갑 |        |
| 56회   | ‘73인의 외침’ - 미문화원 점거 농성 사건                   | 곽동국                        | 김미라 |        |
| 57회   | 망각의 전쟁 - 황해도 신천 사건                            | 조준묵                        | 정수경 |        |
| 58회   | 91년 5월 죽음의 배후                                      | 홍상운                        | 한숙자 |        |
| 2003년 |                                                           |                               |        |        |
| 59회   | 한반도 전쟁위기 1994․2003                                 | 최승호                        | 김미라 |        |
| 60회   | 미국의 검은 방패, 미사일 디펜스                           | 한홍석                        | 양재희 |        |
| 61회   | 섹스 동맹 - 기지촌                                        | 이모현                        | 이정수 |        |
| 62회   | 45계획, 10.27 법란의 진실                                 | 채환규                        | 한숙자 |        |
| 63회   | 반한 베트콩, 한민통의 진실                                | 오상광                        | 노경희 |        |
| 64회   | 강요된 화해 - 샌프란시스코 강화조약                       | 김환균                        | 송미현 |        |
| 65회   | 서해교전과 NLL                                            | 이채훈                        | 김미라 |        |
| 66회   | 북파공작원 - 2부, 우리는 인간이 아니었다                  | 이규정                        | 문예원 |        |
| 67회   | 한국, IMF로 가다                                          | 조준묵                        | 정수경 |        |
| 68회   | 노동자 의문사, 박창수는 추락하지 않았다                   | 이규정                        | 문예원 |        |
| 69회   | USFK, 주한미군                                            | 한홍석                        | 양재희 |        |
| 70회   | 동맹의 거울 - SOFA                                        | 이모현                        | 이정수 |        |
| 71회   | 인권의 무덤, 청송감호소                                   | 채환규                        | 한숙자 |        |
| 72회   | 맥아더와 한국전쟁 - 1부, 태평양의 시저                    | 김환균                        | 송미현 |        |
| 73회   | 맥아더와 한국전쟁 - 2부, 또 하나의 전쟁                   | 김환균                        | 송미현 |        |
| 2004년 |                                                           |                               |        |        |
| 74회   | 3.1절 특집 ‘독립투쟁의 대부, 홍암 나철’                   | 박정근                        | 장은정 |        |
| 75회   | 만주의 친일파                                             | 정길화                        | 김미라 |        |
| 76회   | 분단의 기원                                               | 김환균                        | 한숙자 |        |
| 77회   | 월남에서 돌아온 새까만 김병장                             | 김영호                        | 김은희 |        |
| 78회   | 79년 10월, 김재규는 왜 쏘았는가                           | 장형원                        | 정수경 |        |
| 79회   | 투기의 뿌리, 강남공화국                                   | 유현                          | 고혜림 |        |
| 80회   | 중국의 6.25 참전                                          | 정길화                        | 김윤양 |        |
| 81회   | ‘신의 아들’과의 전쟁                                      | 한학수                        | 문예원 |        |
| 82회   | 1972년 7월 4일, 박정희와 김일성                           | 이채훈                        | 김주영 |        |
| 83회   | 1994년 그 해 여름 - 조문 파동과 공안정국                  | 유현                          | 정수경 |        |
| 84회   | 《한국전쟁과 포로》3부작 1부 : 철조망 속의 지배자들       | 김환균                        | 한숙자 |        |
| 85회   | 《한국전쟁과 포로》3부작 2부 : 철조망 속의 전쟁           | 김환균                        | 한숙자 |        |
| 86회   | 《한국전쟁과 포로》3부작 3부 : 철조망의 안과 밖           | 김환균                        | 한숙자 |        |
| 2005년 |                                                           |                               |        |        |
| 87회   | 《육영수와 문세광》1부 : 중앙정보부는 문세광을 알았다     | 조준묵                        | 한선정 |        |
| 88회   | 《육영수와 문세광》2부 : 문세광을 이용하라                | 조준묵                        | 한선정 |        |
| 89회   | 8인의 사형수와 푸른 눈의 투사들                           | 김환균                        | 윤미경 |        |
| 90회   | 허문도와 국풍 81                                          | 강지웅                        | 김은희 |        |
| 91회   | 《한국의 진보》3부작 1부 : 공장으로 간 지식인들           | 한학수                        | 송미현 |        |
| 92회   | 《한국의 진보》3부작 2부 : 인민노련 혁명을 꿈꾸다         | 한학수                        | 송미현 |        |
| 93회   | 《한국의 진보》3부작 3부 : 혁명의 퇴장, 떠난 자와 남은 자 | 한학수                        | 송미현 |        |
| 94회   | 무등산 타잔 박흥숙                                        | 김동철                        | 문예원 |        |
| 95회   | 스포츠로 지배하라! - 5공 3S정책                           | 강지웅                        | 김은희 |        |
| 96회   | 10.26, 궁정동 사람들                                      | 장형원                        | 정재홍 |        |
| 97회   | 프락치 - 사찰공화국의 고백                                | 유현                          | 고혜림 |        |
| 98회   | 끝나지 않은 비밀 프로젝트, 일본의 원폭 개발               | 박건식                        | 윤희영 |        |
| 99회   | 2005 한반도 위기, 북한은 핵을 갖고 있다                   | 조준묵                        | 한선정 |        |
| 100회  | 《이제는 말할 수 있다》 100회 특집 - 7년의 기록           | 이정식                        | 김은희 |        |

## 내레이션

### 성우
- 김종성
- 배한성
- 송두석
- 김기현
- 김도현
- 김용식
- 박기량
- 이규화
- 안지환
- 송준석
- 류다무현

### 방송인(아나운서)
- 손석희
- 김창옥
- 손범수
- 이재용
- 김성주

## 수상 내역

### 1999년
삼성언론상 기획부문 수상
통일언론상 특별상 (여수 14연대 반란사건 - 연출 이채훈)
CP 김윤영, 사내 프로그램 평가상 기획상
MBC 노조 선정 좋은 프로그램상

### 2000년
민주언론상 대상
경실련 좋은 프로그램상 본상
시청자연대회의 이 달의 좋은 프로그램상
방송위원회 이 달의 좋은 프로그램상 (녹화사업의 희생자들 - 연출 이규정)
CP 정길화, 한국청년대상 기획상
연말 MBC 방송대상 작가상 (이진순)

### 2001년
방송대상 작품상 다큐멘터리 부문
PD연합회 이 달의 PD상 (푸에블로 나포사건 - 연출 강지웅)
PD연합회 이 달의 PD상 (마녀사냥, 도시산업선교회 - 연출 홍상운)
여성단체연합 평등, 인권 방송 디딤돌상 본상 (보도연맹, 반민특귀, 5.16과 장도영 - 연출 이채훈, 정길화, 한홍석)
CP 이채훈, 사내 프로그램 평가상 우수상
민언련 7월의 좋은 프로그램상 (금강산댐의 진실 - 연출 이정식)
통일언론상 특별상 (전향공작과 양심의 자유 등 - 연출 강지웅)
YMCA 올해의 좋은 프로그램 평화부문 으뜸상 (보도연맹 - 연출 이채훈)

### 2002년
MBC 이 달의 프로그램상 (버림받은 희생, 삼청교육대 / 연출 채환규)
MBC 특별 격려상
PD연합회 이 달의 PD상 (북파 공작원 / 연출 이규정)
민언련 2월의 좋은 프로그램상 (김일성 항일투쟁의 진실, 건국대사건, 북파공작원 / 연출 곽동국, 조준묵, 이규정)
신문방송인클럽 한국언론대상 (정화작전, 삼청계획 5호의 진실 / 기획 정길화, 연출 채환규)
경실련 선정 2002년 좋은 프로그램상 (’91년 5월 죽음의 배후 / 연출 홍상운)
언론인권상 특별상 (’91년 5월, 죽음의 배후 / 연출 홍상운)

### 2003년
MBC 이 달의 프로그램상 (섹스동맹 - 기지촌 / 이모현)
민언련 이 달의 좋은 프로그램상 (동맹의 거울 - SOFA / 이모현)

### 2004년
PD연합회 이 달의 PD상 (독립투쟁의 대부, 홍암 나철 / 연출 박정근)
MBC 노동조합 이 달의 좋은 프로그램상 (’94년 그 해 여름 - 조문파동과 공안정국 / 연출 유현)
민언련 7월의 추천 프로그램 (’94년 그 해 여름 - 조문파동과 공안정국 / 연출 유현)
MBC 이 달의 프로그램상 (특집 3부작 ‘한국전쟁과 포로’ / 연출 김환균)

### 2005년
PD연합회 이 달의 PD상 (한국의 진보 3부작 / 연출 한학수)
MBC 이 달의 프로그램 상 (10.26 궁정동 사람들 / 연출 장형원)
MBC 노동조합 좋은 프로그램상 (스포츠로 지배하라 / 5공 3S 정책 / 연출 강지웅)
민주언론운동시민연합 2005년 4월의 추천 방송 (8인의 사형수와 푸른 눈의 투사들 / 연출 김환균)

## 관련 자료
- 《이제는 말할 수 있다》 (MBC 특별기획 '이제는 말할 수 있다' 기념 논문집 1) / 한국언론정보학회 (2002)
- 《이제는 말할 수 있다》 (MBC 특별기획 '이제는 말할 수 있다' 기념 논문집 2) / 한국언론정보학회 (2002)
- 역사의 복원과 방송의 역할 : MBC 다큐멘터리 '이제는 말할 수 있다'를 중심으로 / 한국언론정보학회 (2002)
- 텔레비전 시사다큐멘터리의 현재화를 위한 영상표현방법에 대한 연구 : MBC TV《이제는 말할 수 있다》를 중심으로 - 국립 중앙도서관 자료[깨진 링크(과거 내용 찾기)]
- 《이제는 말할 수 있다》 [비디오 녹화자료] / MBC 프로덕션 (2005~2006)

## 참고문서
- 《이제는 말할 수 있다》 100회 기념 좌담회 자료집 - 한국 사회의 변화와 역사 인식 -